# Цехш
Цехш (пол. Ciechrz, нім. Blumendorf) — село в Польщі, у гміні Стшельно Моґіленського повіту Куявсько-Поморського воєводства.
Населення — 215 осіб (2011).
У 1975-1998 роках село належало до Бидгощського воєводства.

## Демографія
Демографічна структура станом на 31 березня 2011 року:
|          | Загалом | Допрацездатний вік | Працездатний вік | Постпрацездатний вік |
| -------- | ------- | ------------------ | ---------------- | -------------------- |
| Чоловіки | 102     | 25                 | 65               | 12                   |
| Жінки    | 113     | 21                 | 70               | 22                   |
| Разом    | 215     | 46                 | 135              | 34                   |